# 자유

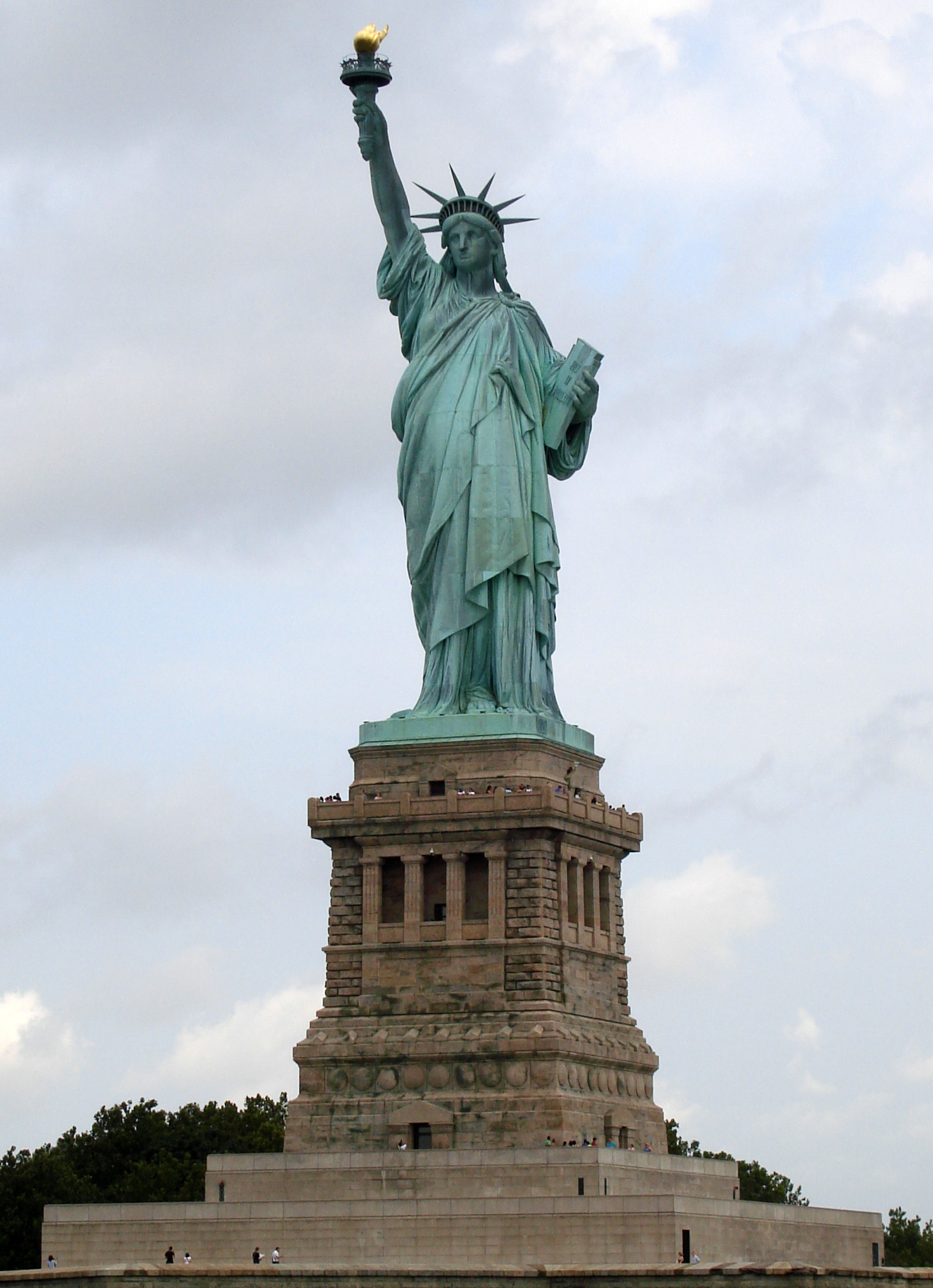
1886년 프랑스가 미국에 기증한 자유의 여신상

자유(自由)란 서구 학술사의 맥락에서 영어 단어 프리덤(Freedom)과 리버티(Liberty)의 번역어로 사용한다. 일반적으로 이 둘은 뚜렷한 차이가 있다. 프리덤은 의지대로 행동하는 능력이며, 행위할 힘(The power to do)을 가리킨다. 리버티는 억압적인 제한이 없는 상태를 가리키나, 사회적인 맥락에 따라 다르게 해석한다. 따라서 리버티인 자유는 자유를 행할 능력을 의미하는 동시에 타자의 권리에 따라 제약(limited by the rights of others)을 받기도 한다.
철학적 맥락에서 자유는 결정론과 자유의지 관계이다. 사르트르는 자유가 형벌에 가깝고, 결속·앙가주망을 자유라 하였다. 불교 사상은 무아나 열반도 해탈, 자유로 볼 수 있고, 도교 사상은 문명적 욕망을 거부하고 자연적 삶을 자유라 한다. 정치학에서는 자유를 공동체의 모든 구성원들이 자격을 갖는 사회적이며 정치적인 자유로 구성한다. 기독교에서 자유는 원죄에서 벗어나는 것을 의미한다.

## 자유의 개념과 원리
자유의 개념은 단순히 ‘외부에서 오는 속박이 없는 상태’이다. 즉, ‘~에서 오는 자유’를 가리키는 ‘소극적 의미’의 자유와 ‘자신이 하고자 하는 바를 적극적으로 할 상태’를 의미하는 ‘~에 대한 자유’를 가리키는 ‘적극적 의미’의 자유로 나눈다.
근대 자유의 개념은, 다른 사람의 의지가 아니고 스스로 자기 의지에 따라 실천하는 행위다. 이 자유 개념이 유럽 봉건시대 불평등한 신분제에서 해방을 주장했던 사상으로 유럽 시민혁명을 일으켰다.
자유는 다른 사람의 자유와 충돌하기 쉽다. 존 스튜어트 밀은 《자유론》속에서 다른 사람의 자유를 존중하지 않고 제멋대로인 행동을 해서는 안된다는 생각을 표명하며 이는 오늘날 중요한 행동 기준이다.
인간 사회에서 누구든 –– 개인이든 집단이든 –– 다른 사람의 행동의 자유를 침해할 수 있는 경우는 오직 한 가지, 자기 보호(self-protection)를 위해 필요할 때뿐이다. 다른 사람에게 해를 끼치는 것을 막기 위한 목적이라면, 당사자의 의지에 반해 권력이 사용되는 것도 정당하다고 할 수 있다. 이 유일한 경우를 제외하고는, 문명사회에서 시민의 자유를 침해하는 그 어떤 정치권력의 행사도 정당화될 수 없다.

지두 크리슈나무르티는 《아는 것으로부터의 자유》속에서, 개인이 향유하는 상대적인 자유는 시간과 인식의 한계 안에 머문다. 그러한 개별적인 자유는 반드시 충돌과 폭력을 가져온다고 하였다. 자유는 인식과 의식을 넘어서 존재하는 행위의 출발이지만, 인식의 결과나 목적으로 나중에 달성하는 시간의 산물이 아니라고 하였다.

### 사회(평등)적 자유 개념
헤겔은 인간의 역사는 자유의 신장 역사라고 했다. 이는 바꾸어 말하면 평등의 확장 역사란 뜻이다. 고대에 오로지 임금, 한명만이 자유로웠고 중세에 소수 귀족만이 자유를 누렸다. 근대 프랑스 혁명으로 만인이 자유로운 사회를 이루었다. 그러나 헤겔이 말한 만인의 자유는 여전히 먼 길이다.
헤겔의 자유란 권력과 부와 명예가 만인에게 이동, 즉 평등한 배분을 의미했고 이를 러시아혁명을 거치고, 1968년 세계68혁명을 지나며 평등한 분배를 이루었다고 주장했다. 그러나 진정한 만인의 자유, 즉 평등은 아직도 실현하지 못했다. 유럽에서 수많은 혁명을 경험하면서 자유가 만인의 자유, 즉 소수의 기득권자만 누리는 자유가 아니라 모든 사람이 향유하는 사회적 자유라는 인식이 뿌리내렸다. 그와 달리 한국 상황에서 이런 개념 자체가 생소했다. 오늘날 심도있게 자유를 논한다면 개인주의적 자유가 아니라 무한하게 진화·발전한 사회적 자유, 평등을 전제해야만 자유를 제대로 논의하는 사회이다.

### 철학적 원리

#### 필연적 결정론
근대에 이르러서 지배적인 자연과학 입장에서 세계는 인과율(因果律)의 필연상으로 구성하고 또한 운행하므로, 그와 같은 필연성을 배제하는 자유가 존립할 영역(領域)은 없다. 이러한 생각을 필연적인 결정론이라 일컫는다.

#### 칸트의 자유론
칸트(Kant, 1724-1804)는 그의 저서 『순수이성비판』에서 자연과학적인 필연 세계의 인과율 법칙은 사실상 순수이성(純粹理性)의 오성(悟性) 형식이므로 인간의 순수이성은 필연적인 자연세계에 법칙을 부여하는 입법자라고 하였다. 칸트는 순수이성이 지배하는 필연적인 인과율적 세계의 한계성을 설정하고, 그와 같은 순수이성과 다른 실천이성(實踐理性)이 지배하는 자유로운 인간행위의 세계를 밝히며 인간의 자유 영역을 철학에서 확보하였다.

#### 지두 크리슈나무르티의 자유론
지두 크리슈나무르티(Jiddu Krishnamurti, 1895년~ 1986년)가 말하는 자유론 특징은 간결하고도 명료한 표현이다. 그의 자유론 핵심 표현은 '아는 것으로부터의 자유', 즉 우리가 이미 아는 것의 한계에서 벗어나는 자유이다. 그리고, 자유는 자기가 만족하는 기회가 아니며, 타인을 배려하는 행동을 포기하는 자세도 아니라고 하였다. 자유는 인식의 대상이 아니며, 사상과 이념 속에 자유는 존재하지 않는다고 말한다.
어떤 생각이나 느낌이 일어나면, 그것은 단순한 반응일 뿐이라고 말하였다. 그러한 반응을 지두 크리슈나무르티는 심리적 사고라고 불렀고, 심리적 사고는 기억이 두뇌 속에서 조건반사로 일어나는 행동으로, 그러한 반응에는 자유가 없다고 말한다.
지두 크리슈나무르티는 자유에 어떠한 양보나 타협은 없다고 하면서, 개인이 향유하는 부분적 자유는 결코 자유가 아니라고 하였다. 그가 말하는 자유는 인식 결과나 목적이 아니라, 존재 근거이자 출발이다. 자유는 어떤 권위를 추종하는 상황에서도 타협 대상이 아니며, 목적이 자유라면 시작 자체가 자유스러워야 한다. 끝과 시작은 하나이므로 누군가 요구하는 방식으로 권위를 받아들이면, 거기에 자유는 존재하지 않는다고 하였다.
자유는 시간과 사고의 운동 범주 안에서 존재하지 않고, 무엇에서 벗어나는 자유가 아니며, 의식 영역 너머에 존재한다. 지두 크리슈나무르티가 말하는 완전한 자유는, 시간과 인식 범주 안에서 자유를 발견하지 못하므로, 자유는 나중에 이루어지지 않고, 한 처음부터 이미 있었고 있다고 하였다.

#### 변증법적 자유론
칸트 철학에서 필연적·인과율적인 자연세계와 한계를 그어서 확보한 실천이성의 자유세계는 피히테(Johann Gottlieb Fichte, 1762-1814)에 이르러 실천이성 우위(優位)의 사상확립과 더불어, 세계의 전개과정을 실천이성에 입각한 인간의 자유주체성이 필연적인 자유세계를 극복해 감으로써 인간이 그 자유를 실현해 가는 과정을 보게 하였다.
피히테의 뒤를 이어받은 헤겔(Georg Wilhelm Friedrich Hegel, 1770-1831)은 그와 같은 자유의 사상을 더 한층 심화하였을 뿐 아니라 이른바 변증법 논리(Dialektik logik)를 창안함으로써 그것을 철학적·논리적으로 체계화하였다. 변증법 논리는 정(正：these), 반(反：anti these), 합(合：syn these)의 논리 범주(範疇)에 의하여 세계의 전개과정을 파악한다. 정신은 그의 대립자로서 물질적인 자연을 스스로로부터 소외(疎外：entfremdung)하는데, 나아가서 그러한 정·반의 대립자는 투쟁을 통하여 절대정신(絶對精神)으로 지양(止揚：aufheben)되어 가는 것이다. 이 경우 정신의 본질은 자유이므로 변증법적인 전개과정은 필경 자유의 실현과정이 되는 것이다. 헤겔은 자유실현의 이러한 논리적 과정을 세계사의 전개과정에 적용하여 이른바 정신사관(精神史觀) 또는 유심사관(唯心史觀)이라 일컫는 자유사관(自由史觀)을 정립하였다. 세계사는 동양적 전제시대의 1인의 자유에서 그리스와 로마 시대에는 약간 명의 자유로 진전되고, 그것은 결국 게르만 세계의 만인(萬人)의 자유시대로 귀결한다는 것이 자유사관의 골자이다. 헤겔의 자유사관은 만인의 자유, 즉 평등주의적 사회주의 이념과 자유의 관념론적 성격으로 인해 자유주의 이데올로기에 공히 기본적인 근거가 되고 있는 사상이다.

#### 존재론적 근거
칸트 철학이 순수이성이 지배하는 필연적인 세계와 실천이성이 지배하는 자유의 세계를 구별함으로써 자유가 존립하는 영역을 확립하였고, 헤겔이 그러한 두 개의 세계의 변증법적인 통일을 체계화하였지만, 그러나 그와 같은 자유론은 관념론(觀念論)의 차원에 있어서의 이론에 그친다. 따라서 변증법적 체계에 있어서의 자유라 하는 것은 필경 필연의 통찰(洞察)이라고 하는 결론에 도달하고 만다. 자유의 현실적 근거는 비연속적(非連續的)·비약적(飛躍的)인 현실세계의 기반이 존재론적으로 밝혀져야 하는데, 그러한 현실세계의 기반은 실존철학(實存哲學)에서 자각되기에 이르고, 또 자연과학에 있어서는 양자역학(量子力學)의 소립자이론(素粒子理論)에서 인식되고 있다. 현실세계는 단순한 유(有)의 제일률적 연속체제가 아니고, 무(無)에 근거하는 단절(斷絶)과 대립(對立)을 포함한 비연속적이면서도 연속적인 세계이다. 무에 근거하는 비연속성이야말로 자유의 참다운 존재론적 근거이다. 따라서 자유는 무를 비약적으로 돌파하는 창조적 행위(創造的行爲)에 이르러 그 가장 심원(深遠)한 본질이 나타나는 것이라 하겠다.

### 정치·윤리적 원리

#### 자연법적 자유
근대 유럽 민주주의의 기초적인 사상을 제창한 로크(John Locke, 1632-1704), 루소(Jean Jacques Rousseau, 1712-1778) 등은 자연법 사상(自然法思想)에 입각하여 인간은 태어날 때부터 자유이며 동시에 평등하다는 것을 천명하였다. 자연법사상에 있어서 자연이라 함은 인간의 자연적인 본성을 의미하는 것으로서, 헬레니즘 시대의 스토아 학파의 정치사상에 유래한다. 스토아 학파에서는 인간의 본성을 이성(理性)으로 자각하고, 이성의 본질은 자유이며, 또한 이성을 지닌 자는 평등하다는 사상을 주장하였다. 스토아 사상에 유래한 자연법사상에 입각한 로크와 루소는 자유와 평등을 천부인권(天賦人權)으로 규정하고, 국가는 천부인권인 자유와 평등을 보장하기 위하여 합리적으로 조직되어야 한다는 것을 주장하였다.
몽테스키외(Montesquieu, 1689-1755)에 이르러 자유·평등의 주장에 있어서 자유가 더 한층 부각되어서, 오직 국민의 자유를 기준으로 삼고 그것을 보장하기 위하여 삼권분립주의라고 하는 합리적인 자유민주주의제도가 제창되었다. 삼권분립주의는 국가권력을 입법·행정 및 사법의 삼권으로 분립시켜서, 그 3권 상호의 견제와 균형작용을 통해서 국가권력의 남용을 방지하고 국민의 자유를 보장하려는 근대자유민주주의의 기간이 되는 제도이다. 이리하여 자연법사상에 입각한 자유는 근대 서구 민주주의의 중심적인 개념으로서 또한 그 목적이 되어 있다.

#### 공리주의적 자유주의
영국에 있어서의 자유주의는 프랜시스 베이컨(Francis Bacon, 1561-1626) 이래의 경험주의적인 현실주의의 전통 위에서 공리주의적 자유주의로 전개되었다. 공리주의적인 자유주의를 사상적으로 정립한 사람은 벤담(Jeremy Bentham, 1748-1832)이다. 벤담은 윤리적인 쾌락설에 입각하여 공리주의(utilitarianism)를 주장한 것이다. 쾌락은 선(善)이고 고통은 악(惡)인 것인데, 인간의 본성은 그같은 선인 쾌락을 추구하고 악인 고통을 피하기 마련이라는 것이다. 쾌락과 고통은 수량적으로 계량할 수 있는데, 인간은 그같은 쾌락과 고통을 계량하여 쾌락을 최대로 추구하고 고통을 최소로 줄이기 위하여 공리적으로 행동해야 하며, 바로 그것이 또한 윤리적인 선을 행하는 소위가 된다는 것이다. 이러한 쾌락적 공리주의의 사회철학의 원리로서 제창된 것이 이른바 '최대 다수의 최대 쾌락(the greatest happiness of the greatest numbers)'의 원리이다. 그런데 '최대 다수의 최대 쾌락'을 이룩하기 위해서 주장된 것이 이른바 자유방임주의이다. 개인에 있어서의 쾌락은 그 사람 자신만이 가장 잘 알 수 있는 것이며, 또한 인간의 본성은 그러한 쾌락을 최대한으로 추구하기 마련인 까닭으로 사회에 있어서 최대의 쾌락, 즉 최대의 선을 실현할 수 있는 길은 국가가 개개인의 행동에 간섭하지 않고 오직 그들의 자유를 최대한으로 보장하며 전적으로 방임해야 한다는 것이다. 이러한 방임주의적·공리적 자유주의는 자본주의가 그 모순을 노정하지 않고, 순조롭게 진전되고 또한 노자(勞資)의 계급대립과 투쟁이 격화되기 이전에는 그 합리성과 세속성(世俗性) 때문에 정치윤리로서 통용될 수가 있었다. 그러나 자유자본주의 경제체제의 모순이 노정되고 그 수정이 불가피하게 되고 또한 노자의 대립이 격화되게 되면 그러한 방임주의적·공리적 자유주의는 파탄에 직면한다. 이에 공리적 자유주의의 새롭고 높은 차원(次元)에의 지양이 불가피하게 된다.

#### 인격주의적 자유주의
자유자본주의 체제가 점차로 그 모순을 노정하여 자유방임주의로 나아갈 수 없게 되고 자본주의 체제의 수정과 자유방임주의의 지양이 불가피하게 되자, 이에 공리주의적 자유주의의 지양을 위한 인격주의적 자유주의가 형성되기에 이른다. 칸트와 헤겔의 이상주의 사상을 도입한 영국의 그린(T. H. Green, 1836-1882)은 벤담 이래의 쾌락주의적 공리주의를 철저히 비판하고 이성(理性)에 입각한 인격주의를 확립하였다. 그린에 의하면 감성적인 쾌락의 동기를 취사선택하여 올바른 행위를 실현하는 이성의 활동이 진정한 선이라 하겠고, 이같은 이성의 실현과정에서 인간의 품위가 이룩되며 인격이 실현된다는 것이다. 인격의 실현이야말로 인간의 궁극적·절대적인 목적이 되는 것으로서, 인격의 실현을 위하여 자유가 필수부가결한 것이 아닐 수 없다. 이러한 인격주의의 사회철학은 사회 각 개인의 인격의 성장과 그 자유를 표준으로 하여 사회를 합리적으로 개조해 가야 하며, 그 물질적인 수단인 경제적인 분배구조도 변혁되어 가야한다는 것이다. 즉 사회 각 개인의 인격의 성장을 기준으로 할 때 자유방임적인 자본주의의 사회·경제구조는 수정과 통제를 통하여 개혁되어야 한다는 것이다. 이러한 새로운 인격주의적 자유주의를 벤담 등의 이른바 고전적 자유주의와 비교하여 신자유주의라 일컫고 있다. 이러한 인격주의적 신자유주의는 그 후 실존주의적 자유주의로 심화(深化)되기에 이르고 있으나, 자유의 사회적 기반인 평등의 문제와의 관련관계에서 그같은 신자유주의는 결국 영국 노동당의 민주사회주의의 정치적 이념으로 지양되기에 이른다.

## 자유의 종류

### 법률적 자유
법률적 자유는 국가의 헌법과 법률에 의하여 보장된 개인적 자유 또는 시민적 자유를 의미한다. 자연법의 자유·평등사상에 입각하여 시민계급에 의한 민주주의 혁명이 이룩된 이래, 근대국가에 있어서는 보편적으로 국민의 법률적 자유가 보장되기에 이르렀다. 국민의 법률적 자유에는 보통 신체의 자유, 재산의 소유·처분의 자유, 언론·출판·결사의 자유, 거주·직업의 자유, 신앙과 양심의 자유 및 통신의 비밀 등이 보장되고 있다. 이러한 자유는 이른바 '국가로부터의 자유(freedom from state)'라는 소극적인 의미의 자유이다. 이에 대하여 '국가에의 자유(freedom to state)'라 할 수 있는 적극적인 자유는 정치적 자유이다.

### 정치적 자유
정치적 자유는 국민이 공개적이며 공정한 재판을 요구할 권리를 지닐 뿐 아니라, 선거 및 피선거의 권리를 지니고 국민투표에 참여하고 대표를 선출하여 정부를 구성할 권리를 갖는 자유를 의미한다. 이같은 정치적 자유는 근대민주주의국가에 있어서 가장 중요한 자유로서 개인적 또는 시민적 자유는 바로 이러한 적극적인 정치적 자유의 국민주권의 행사가 제대로 이룩되는 한에 있어서 비로소 보장될 수 있는 것이다.

### 경제적·사회적 자유
근대민주주의국가의 자본주의경제의 모순이 점차로 노정되게 되고 부익부 빈익빈(富益富貧益貧)의 경제적·사회적 상황이 심화되자 빈한한 대중에게 보장된 자유는 다만 실업과 기아의 자유로 되고, 대중은 그들에게 법률적·정치적으로 보장된 자유를 제대로 행사할 수가 없게 되었으니, 그들은 이른바 이러한 자유의 권리 위에서 잠자는 대중이 되어 버렸다. 이에 법률적 및 정치적 자유라 하는 이른바 형식적 자유는 경제적·사회적 자유라고 하는 실질적 자유가 보장되지 않은 한, 실지에 있어서 무용지물이 되고 만다. 경제적·사회적 자유는 기회의 평등이라는 기반 위에서 실현될 때 실질적·현실적으로 존립할 수 있는 것이다. 그러므로 국민의 법률적 및 정치적 자유를 실현하려는 이념이 민주주의이고, 또 국민의 경제적 사회적 평등을 실현하려는 이념이 사회주의라 하는 전제 위에서 완전한 민주주의는 사회주의를 기다려서 실현될 수 있는 것이며, 또한 진정한 사회주의는 민주주의를 기다려서 비로소 실현될 수 있는 것이라 하고 있다. 이러한 자유와 평등, 즉 법률적 자유, 정치적 자유 및 경제적·사회적 자유를 실현한 현실적인 형태로서 형성되고 있는 것이 현대 선진제국에서 이룩되고 있는 민중민주주의의 복지사회 체제라 할 수 있다.

## 여러 가지 자유
- 사상의 자유
- 표현의 자유
- 종교의 자유
- 결사의 자유
- 아는 것으로부터의 자유
- 경제적 자유

## 같이 보기

### 건축물
- 자유의 여신상

### 기타
- 책임
- 권리
- 의무
- 헌법
- 자유 의지
- 자유주의